# Hanging On by a Thread
Hanging On by a Thread é o segundo álbum de estúdio da banda The Letter Black. Este é o seu primeiro álbum lançado pela Tooth & Nail Records. O álbum foi lançado no dia 4 de maio de 2010.

## Faixas
Esse álbum inclui as faixas "Moving On", "Hanging On by a Thread, e "Best of Me" do Breaking the Silence EP.
| Versão normal  |                          |         |  |
| N.º            | Título                   | Duração |  |
| 1.             | "Fire with Fire"         | 3:06    |  |
| 2.             | "Invisible"              | 3:20    |  |
| 3.             | "Hanging On by a Thread" | 3:03    |  |
| 4.             | "Believe"                | 4:01    |  |
| 5.             | "There'll Come a Day"    | 3:23    |  |
| 6.             | "My Disease"             | 2:56    |  |
| 7.             | "I'm Just Fine"          | 2:50    |  |
| 8.             | "Best of Me"             | 3:46    |  |
| 9.             | "All I Want"             | 3:21    |  |
| 10.            | "Moving On"              | 3:39    |  |
| 11.            | "More to This"           | 4:21    |  |
| 12.            | "Care Too Much"          | 3:22    |  |
| 13.            | "Wounded"                | 3:25    |  |
| Duração total: | Duração total:           | 43:39   |  |

## Desempenho nas paradas musicais
| Paradas musicais (2010) | Melhor Posição |
| ----------------------- | -------------- |
| Billboard 200           | 183            |
| Top Christian Albums    | 10             |